# Liste der Baudenkmäler in Hebertshausen

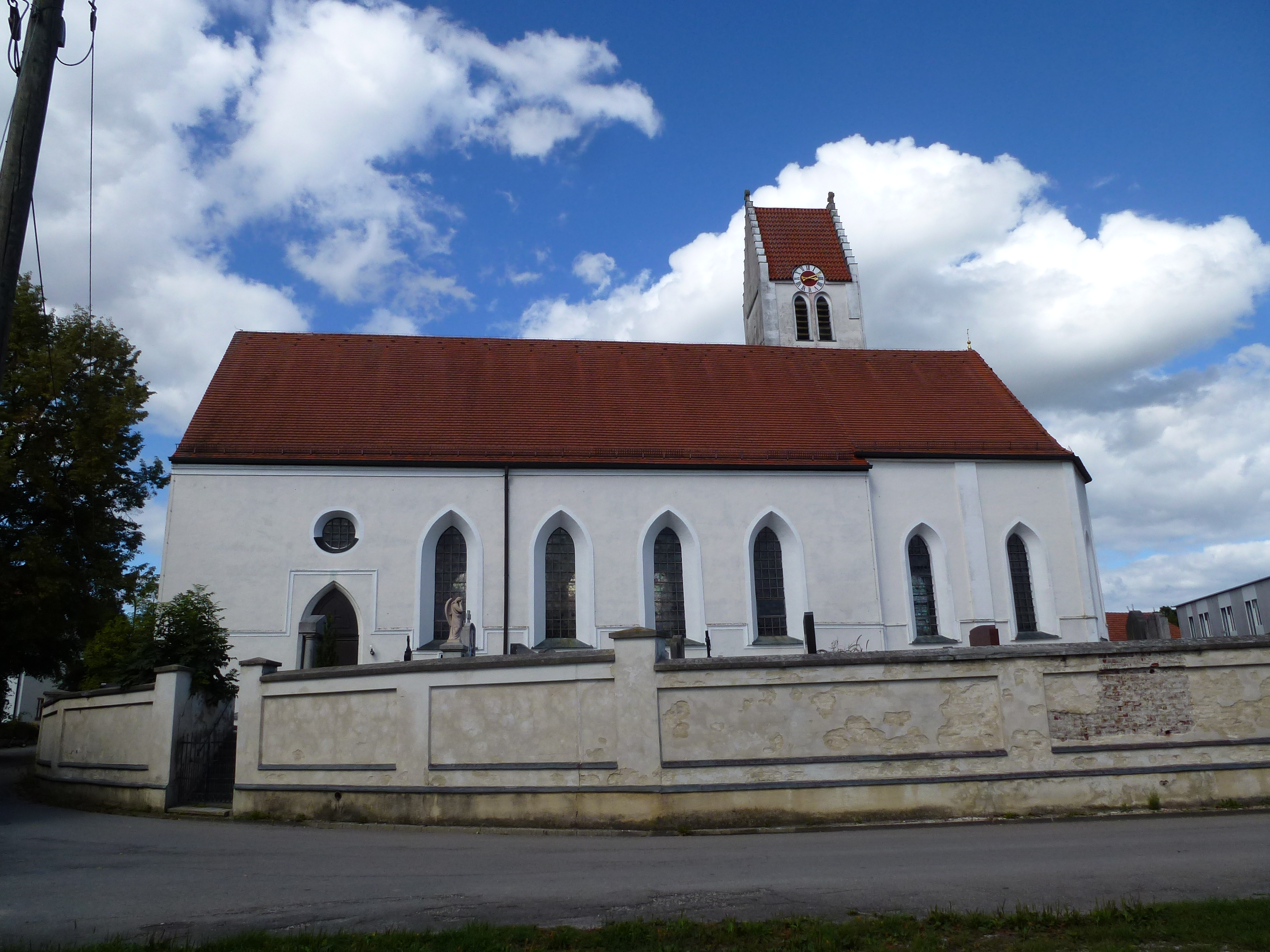
St. Peter in Ampermoching

Auf dieser Seite sind die Baudenkmäler in der oberbayerischen Gemeinde Hebertshausen zusammengestellt. Diese Tabelle ist eine Teilliste der Liste der Baudenkmäler in Bayern. Grundlage ist die Bayerische Denkmalliste, die auf Basis des Bayerischen Denkmalschutzgesetzes vom 1. Oktober 1973 erstmals erstellt wurde und seither durch das Bayerische Landesamt für Denkmalpflege geführt wird. Die folgenden Angaben ersetzen nicht die rechtsverbindliche Auskunft der Denkmalschutzbehörde.

## Baudenkmäler nach Ortsteilen

### Hebertshausen
| Lage                                                      | Objekt                                                  | Beschreibung | Akten-Nr.              | Bild           |
| --------------------------------------------------------- | ------------------------------------------------------- | --- | ---------------------- | -------------- |
| Am Kirchberg 12 (Standort)                                | Alte katholische Pfarrkirche St. Georg                  | Saalbau mit eingezogenem, fünfseitig geschlossenem Chor und Satteldachturm im nördlichen Winkel, Turm und Teile des Langhauses wohl 13. Jahrhundert, Chor spätgotisch, 1888 nach Westen verlängert; mit Ausstattung | D-1-74-122-1 Wikidata  | weitere Bilder |
| Franz-Schneller-Straße 1 (Standort)                       | Katholische Pfarrkirche zum Allerheiligsten Welterlöser | Ziegel/Betonbau über trapezförmigem Grundriss mit steigender Segmentbogentonne und angeschlossenem Campanile, 1960/61 nach Plänen von Georg Berlinger, München, erbaut                                              | D-1-74-122-22 Wikidata | weitere Bilder |
| Nähe Franz-Schneller-Straße; Nähe Am Kirchberg (Standort) | Kriegerdenkmal                                          | dreiteilige historisierende Anlage mit Löwe, um 1920 | D-1-74-122-25 Wikidata | weitere Bilder |

### Ampermoching
| Lage                            | Objekt                            | Beschreibung | Akten-Nr.              | Bild           |
| ------------------------------- | --------------------------------- | --- | ---------------------- | -------------- |
| Haimhauser Straße 20 (Standort) | Kleinbauernhaus                   | erdgeschossig mit Satteldach und Stüberlanbau, Anfang 19. Jahrhundert | D-1-74-122-3 Wikidata  | weitere Bilder |
| Kirchenstraße 2 (Standort)      | Katholische Pfarrkirche St. Peter | Saalbau mit wenig eingezogenem. dreiseitig geschlossenem Chor, im nördlichen Winkel Satteldachturm mit Treppengiebeln, Ende des 15. Jahrhunderts (über älterem Kern) errichtet, 1839 verlängert; mit Ausstattung | D-1-74-122-2 Wikidata  | weitere Bilder |
| Purtlhofer Straße (Standort)    | Kriegerdenkmal                    | mit pyramidenförmigem Aufsatz und Relief, um 1920 | D-1-74-122-24 Wikidata | weitere Bilder |
| Purtlhofer Straße (Standort)    | Mariensäule                       | aus Sandstein, mit Muttergottesfigur, errichtet 1890; an der Purtlhofer Straße | D-1-74-122-19 Wikidata | weitere Bilder |

### Deutenhofen
| Lage                                                                  | Objekt                            | Beschreibung | Akten-Nr.             | Bild           |
| --------------------------------------------------------------------- | --------------------------------- | --- | --------------------- | -------------- |
| Von-Mandl-Straße 25 (Standort)                                        | Ehemaliges Hofmarksschloss        | dreigeschossiger Satteldachbau mit Achteckturm, im Kern 16. Jahrhundert, später mehrfach verändert               | D-1-74-122-6 Wikidata | weitere Bilder |
| Von-Mandl-Straße 27, hinter Von-Mandl-Straße 25, am Abhang (Standort) | Katholische Kapelle St. Sebastian | halbrund geschlossener Bau mit offener Vorhalle, um 1700; mit Ausstattung; hinter von Mandl-Straße 25, am Abhang | D-1-74-122-7 Wikidata | weitere Bilder |

### Goppertshofen
| Lage                        | Objekt                                | Beschreibung | Akten-Nr.             | Bild           |
| --------------------------- | ------------------------------------- | --- | --------------------- | -------------- |
| In Goppertshofen (Standort) | Katholische Filialkirche St. Nikolaus | Saalbau mit eingezogenem, niedrigem Rechteckchor und schlankem Satteldachturm an dessen Ostseite, Chor und Turm um 1550 über älterem Kern, Langhaus 1653 errichtet; mit Ausstattung | D-1-74-122-8 Wikidata | weitere Bilder |

### Oberweilbach
| Lage                       | Objekt                                      | Beschreibung | Akten-Nr.              | Bild           |
| -------------------------- | ------------------------------------------- | --- | ---------------------- | -------------- |
| In Oberweilbach (Standort) | Katholische Filialkirche St. Johann Baptist | Saalbau mit nicht eingezogenem, dreiseitig geschlossenem Chor, Giebelreiter mit Zwiebelhaube, 1711 durch Carl Lärlinger errichtet; mit Ausstattung | D-1-74-122-10 Wikidata | weitere Bilder |
| Oberweilbach 8 (Standort)  | Kleinbauernhaus                             | erdgeschossiger Satteldachbau, Mitte 19. Jahrhundert; Dachauer Haustafel, gleichzeitig                                                             | D-1-74-122-11 Wikidata | weitere Bilder |

### Prittlbach
| Lage                     | Objekt                                | Beschreibung | Akten-Nr.              | Bild           |
| ------------------------ | ------------------------------------- | --- | ---------------------- | -------------- |
| Kirchstraße 8 (Standort) | Katholische Filialkirche St. Kastulus | Saalbau mit eingezogenem, fünfseitig geschlossenem Chor, im nördlichen Winkel Turm mit Oktogon und Spitzhelm zwischen Dreiecksgiebeln, um 1524 errichtet, 1775 umgestaltet und 1890 verlängert; mit Ausstattung | D-1-74-122-12 Wikidata | weitere Bilder |

### Sulzrain
| Lage                        | Objekt                                | Beschreibung | Akten-Nr.              | Bild           |
| --------------------------- | ------------------------------------- | --- | ---------------------- | -------------- |
| Taxbergstraße 13 (Standort) | Katholische Filialkirche St. Nikolaus | Saalbau mit dreiseitigem Schluss, Fassadenturm mit Oktogon und Spitzhelm, Chor 15./16. Jahrhundert, Langhaus und Turm 17. Jahrhundert; mit Ausstattung | D-1-74-122-14 Wikidata | weitere Bilder |

### Unterweilbach
| Lage                                                  | Objekt                                | Beschreibung | Akten-Nr.              | Bild                        |
| ----------------------------------------------------- | ------------------------------------- | --- | ---------------------- | --------------------------- |
| Graf-Spreti-Straße 1; Graf-Spreti-Straße 3 (Standort) | Schloss                               | Hauptbau zweigeschossig mit Walmdach, 1692, mit romanischem Kern, integriert Kapelle St. Martin, spätgotisch, 1845 erneuert; mit Ausstattung; zugehörige erdgeschossige Nebengebäude: südlich Langtrakt mit Mansarddach, 18. und 1. Hälfte 19. Jahrhundert, nördlich Remise mit Walmdach, 1. Hälfte 19. Jahrhundert | D-1-74-122-16 Wikidata | weitere Bilder              |
| Graf-Spreti-Straße 4 (Standort)                       | Katholische Filialkirche Mariä Geburt | Saalbau mit eingezogenem, halbrund geschlossenem Chor, im nördlichen Winkel Turm mit Oktogon und eingeschnürter Zwiebelhaube, im Kern um 1596, mit dem Neubau des Langhauses 1741 durch Johann Göttschl verändert; mit Ausstattung                                                                                  | D-1-74-122-15 Wikidata | weitere Bilder              |
| Graf-Spreti-Straße 6 (Standort)                       | Ehemaliges Benefiziatenhaus           | zweigeschossig mit Schopfwalm, 18. Jahrhundert | D-1-74-122-17 Wikidata | Ehemaliges Benefiziatenhaus |

### Walpertshofen
| Lage                                                                      | Objekt                        | Beschreibung                                                                                  | Akten-Nr.              | Bild           |
| ------------------------------------------------------------------------- | ----------------------------- | --------------------------------------------------------------------------------------------- | ---------------------- | -------------- |
| Nähe Walpertshofener Straße, an der Abzweigung nach Prittlbach (Standort) | Katholische Kapelle St. Maria | oktogonaler Zentralbau mit Vorhalle, 1905; mit Ausstattung; an der Abzweigung nach Prittlbach | D-1-74-122-18 Wikidata | weitere Bilder |

## Ehemalige Baudenkmäler
In diesem Abschnitt sind Objekte aufgeführt, die früher einmal in der Denkmalliste eingetragen waren, jetzt aber nicht mehr. Objekte, die in anderem Zusammenhang – also z. B. als Teil eines Baudenkmals – weiter eingetragen sind, sollen hier nicht aufgeführt werden. Aktennummern in diesem Abschnitt sind ehemalige, jetzt nicht mehr gültige Aktennummern.

| Lage                                    | Objekt     | Beschreibung                                                             | Akten-Nr.             | Bild           |
| --------------------------------------- | ---------- | ------------------------------------------------------------------------ | --------------------- | -------------- |
| Ampermoching Weiherstraße 10 (Standort) | Bauernhaus | erdgeschossiger Mittertennbau mit Satteldach, 2. Viertel 19. Jahrhundert | D-1-74-122-5 Wikidata | weitere Bilder |